# 瓦布德 (肯塔基州)
瓦布德（英語：Wabd）是位於美國肯塔基州羅克卡斯爾縣的一個非建制地區。

## 地理
瓦布德所處的海拔為高於海平面342米（即1122英呎），而該地所採用的時區為UTC-5，即北美東部時區（EST）。同時該地設有夏令時間，為UTC-5調快一小時，即UTC-4（EDT）。